# 1.ᵉʳ Ejército de Caballería (Unión Soviética)
El 1.er Ejército de Caballería (en ruso: Первая конная армия, romanizado: Pérvaya kónnaya ármiya) fue una poderosa unidad de caballería del Ejército Rojo, muy famosa por su destacada participación en la guerra civil rusa. También era conocida como la Caballería de Budionni, Caballería Roja o simplemente Konármiya, «caballería armada». El escritor Isaak Bábel inmortalizó el Primer Ejército de Caballería en su célebre libro Caballería Roja (Конармия).

## Historia
Fundado en noviembre de 1919, este ejército fue producto del reclutamiento principalmente de cosacos del norte y campesinos no cosacos del norte del Don, organizados previamente por Semión Budionni. Sus miembros serían definidos por León Trotski como «proletariado a caballo», rápidamente se convirtieron en la poderosa fuerza capaz de derrotar a sus pares blancos. La tropa se componía de 18.000 jinetes armados con sables y fusiles, apoyados por 320 ametralladoras, 48 a 52 cañones, 4 a 5 trenes blindados, 4 a 8 carros blindados y uno a tres escuadrones aéreos con 15 aeronaves. A pesar de ser subestimados por Troski, esta caballería demostraría su valor estratégico en una guerra de movimientos como aquella.
Mejorado y organizado con la asistencia de Kliment Voroshílov, esta fuerza muy temeraria y ofensiva. Su primer gran papel fue derrotar a las fuerzas blancas de Antón Denikin y sus aliados, los cosacos del Don y Kubán, empujándolos desde el río Don hasta acorralarlos en Novocherkask, donde los blancos evacuaron hacia la península de Crimea en una situación caótica el 22 de enero de 1920. Posteriormente continuó operando en el Cáucaso septentrional, pacificando Kubán hasta el mes de marzo.
Luego se sumó a la guerra polaco-soviética, empujando a los soldados polacos desde Kiev hasta Lviv, donde fueron detenidos por la férrea resistencia de los defensores a mediados de junio. Más tarde, sufrieron una devastadora derrota en Komarów-Osada, batalla librada del 30 de agosto al 2 de septiembre, después de lo cual fueron retirados del frente polaco. 
Durante el otoño de aquel año, la caballería roja expulsó a las últimas fuerzas blancas que quedaban en la Rusia Europea, comandadas por Piotr Wrangel, específicamente de la antigua gubernia de Táurida, destacando su papel en la conquista definitiva de Crimea en noviembre. Poco después le tocaría enfrentar al Ejército Negro de Néstor Majnó, sin embargo, durante los meses de lucha contra esta guerrilla anarquista una de sus brigadas desertaría para incorporarse al enemigo. En mayo de 1921 el ejército fue disuelto definitivamente, aunque el Cuartel General siguió activo hasta 1923.
Iósif Stalin, como comisario político en el sur, dio gran impulso al entrenamiento y preparación de esta tropa montada. En dicha fuerza participaron destacados comunistas, como Isaak Bábel, Sergó Ordzhonikidze, Semión Timoshenko y Gueorgui Zhúkov.